# Constantina Bordin
Constantina Bordin (* 3. Juni 1996 in Wien) ist Intendantin des internationalen Welttheater Festivals Art Carnuntum.

## Zur Person
Im Anschluss an ihre Studien der Philosophie, Byzantinistik und Neogräzistik sammelte sie auf internationaler Ebene Erfahrungen in der Theaterwelt sowie in der Wissenschaft.
Ihr derzeitiger Forschungsschwerpunkt ist die philosophische Auseinandersetzung mit Theaterphänome des 20. Jahrhunderts und deren Körperkonzeptionen.
Seit Sommer 2021 ist sie als Nachfolgerin des Festivalgründers Piero Bordin Intendantin des internationalen Welttheater Festivals Art Carnuntum Laut dem Standard ist sie die  jüngste Festivalintendantin Österreichs. Bereits vor der Übernahme der Intendanz war Constantina Bordin seit vielen Jahren aktiv bei der Gestaltung des Programms beteiligt. Nach einer Elternzeit im Jahr 2022 stellte sie als Intendantin für das Jahr 2023 wieder das Programm für das Festival zusammen. Es war ihre erste komplette Spielzeit als Intendantin.

## Rezeption
Die Niederösterreichischen Nachrichten würdigten ihren Einstand mit der Bühnenkomposition „Exodos“ als Intendantin. Constantina Bordin hat damit laut dem Bericht ihre erste Saison als künstlerische Leitung des Festivals Art Carnuntum überzeugend gemeistert. Damit hätte das Welttheater Festival „Art Carnuntum“ sich auf eindrucksvolle Weise unter ihrer Leitung zurückgemeldet. „Exodos“ wurde vom renommierten griechischen Regisseurs Theodoros Terzopoulos aufgeführt. Ihr Programm für 2023 wird als vielseitig und vielversprechend besprochen.